# Ondřej Boula
Ondřej Boula (ur. 22 listopada 1977 w Przybramie) – czeski siatkarz grający na pozycji rozgrywającego, były reprezentant Czech. Obecnie grający trener w szwajcarskim  VBC Malters.

## Osiągnięcia

### Sukcesy klubowe
- Mistrzostwa Czech:
  -  2001, 2003
  -  2004
- Puchar Czech:
  -  2001